# Stade Jules-Ladoumègue (Massy)
Pour les articles homonymes, voir Stade Jules-Ladoumègue.
Le stade Jules-Ladoumègue est un stade omnisports situé à Massy. Il est le stade résident de l'équipe de rugby à XV de la ville, le RC Massy.

## Historique
Le 18 octobre 2014, le maire de la ville Vincent Delahaye annonce le projet de rénovation du stade pour une fin de chantier d'ici fin 2017. La rénovation comprend aussi le déménagement de la maison du rugby au sein d'un nouveau bâtiment d'une surface de 345 m2, ainsi que la création d'une salle polyvalente.

## Utilisations
Le stade accueille principalement le club de rugby à XV du Rugby Club Massy Essonne. Il abrite aussi le club d'athlétisme de Massy pour tous ses entraînements et compétitions piste.

## Structures et équipements
Le stade a une capacité de 3 000 spectateurs dont 2 300 places assises (1 300 en tribune officielle et 1 000 en tribune de face).
Le stade dispose d une piste d athlétisme de 400 m avec 6 couloirs.